# Reprezentare (psihologie)
Reprezentarea este primul nivel de organizare a activității mintale autonome, independent de prezența și acțiunea directă a obiectelor externe. Sursa ei o constituie, firește, informațiile furnizate de senzații și percepții, iar baza ei obiectivă este capacitatea mnezică a creierului. Imaginea obiectului perceput nu dispare imediat după încetarea acțiunii lui asupra analizatorului dat. Ea continuă încă să persiste un anumit interval de timp, pe baza fenomenului de postefect. Apoi, părăsește scena conștiinței, trecând în stare latentă și întipărindu-se în mecanismele memorative. Acolo, informația extrasă și reținută va fi supusă unor operații specifice de analiză, comparare, selecție și combinare, obținându-se în final o imagine mintală nouă, de rang cognitiv superior, pe care o numim reprezentare.
Așadar, reprezentarea trebuie înțeleasă sub dublu aspect: ca proces mintal intern de prelucrare a informațiilor furnizate de imaginile primare (senzațiile și percepțiile) și ca imagine mintală secundară a obiectelor și fenomenelor percepute anterior.
Pornind de la aceste două aspecte, putem defini reprezentarea ca fiind procesul psihic de reflectare mijlocită, selectivă și schematică a proprietăților concrete, mai mult sau mai puțin semnificative, ale obiectelor și fenomenelor date în experiența senzorială anterioară a subiectului.
Spațiul mintal reprezentațional are o alcătuire eterogenă, multistratificată, incluzând imagini cu grade diferite de vivacitate, completitudine și fidelitate. În același timp, organizarea acestui spațiu are un pronunțat caracter dinamic, producându-se permanent modificări de poziții și de semnificații instrumentale ale imaginilor componente: unele scad în intensitate, claritate și importanță, altele sporesc. Aceasta dovedește atât caracterul activ al procesului reprezentării, cât și implicarea lui permanentă în mijlocirea și reglarea cotidiană a activității și comportamentului.
În plan ontogenetic, mecanismele reprezentării se formează și se consolidează mai târziu decât cele ale percepției. Prima formă sub care se manifestă și funcționează reprezentarea este schema obiectului permanent, care se manifestă comportamental prin căutarea de către copil a obiectului ascuns, iar apoi căutarea și detectarea unui obiect pe baza denumirii lui verbale. Un salt calitativ în organizarea și funcționarea mecanismelor reprezentării se produce după vârsta de 3 ani, când se afirmă funcția nominativ-designativă a limbajului, cuvântul devenind principalul suport și vehicul al conținutului informațional structurat în imaginea mintală secundară.
Apărând și dezvoltându-se pe baza percepției, reprezentarea nu este o continuare în linie dreaptă a acesteia, ci un nivel calitativ nou, superior al activității cognitive. Ea marchează primul pas pe traiectoria desprinderii actului de cunoaștere de concretul imediat și îndreptarea lui spre abstract și general. De asemenea, reprezentarea marchează primul stadiu în structurarea activității mintale autonome, care se poate derula nu numai sub impactul unui stimul din afară, ci și după dorința, vrerea și decizia subiectului însuși. Astfel, reprezentarea pregătește cel de-al doilea salt al activității de cunoaștere, saltul din imperiul imagisticului în cel al constructivității conceptuale, pe care îl va realiza gândirea.
Reprezentările ca produse finale ale procesului de reprezentare există într-o mare diversitate. După analizatorul dominant în furnizarea informațiilor, delimităm reprezentări vizuale, auditive și chinestezice. După gradul de generalitate, reprezentările pot fi generale sau individuale. În fine, după natura operațiilor care stau la baza elaborării lor, delimităm reprezentările reproductive și reprezentările anticipative.

## Conținut informațional
Reprezentarea reflectă însușiri concret intuitive, dar ea realizează această reflectare în absența obiectului, deci reflectarea este mijlocită prin intermediul experienței perceptive.
Sub aspectul conținutului, reprezentarea se aseamănă cu percepția, dar ea reflectă însușiri concret intuitive, figurative, schematice, relevante și semnificative.
Reprezentarea este mai săracă în conținut, întrucât reține doar însușirile caracteristice și relevante, sunt reprezentate însușirile principale și sunt omise cele de detaliu.
Conținutul informațional al reprezentării are o importanță majoră, deoarece valorifică experiența perceptivă. Drept urmare, putem vorbi despre reprezentări vizuale, auditive sau chinestezice. La fel se întâmplă și cu formele complexe ale percepției, care se regăsesc în reprezentările corespunzătoare: reprezentarea spațiului, timpului, mișcării.
În concluzie, în procesul reflectării reprezentarea realizează o selecție de însușiri concret intuitive din masa de experiențe perceptive. Deci, reflectarea este mijlocită și selectivă.

## Funcții
Reprezentarea are o funcție de cunoaștere, furnizând informații despre însușirile semnificative, caracteristice, individuale și comune ale obiectelor și fenomenelor percepute anterior. Reprezentările fac posibilă continuarea activității de cunoaștere, a operațiilor de prelucrare-interpretare a informațiilor în absența obiectului și a contactului perceptiv cu acesta. Reprezentările se află în relație logică unele cu altele, după criteriile similitudinii, opoziției, generalității, în cadrul unui sistem reprezentațional coerent, mediat verbal. De asemenea, reprezentările constituie principala sursă de informație pentru gândire, atunci când aceasta se desfășoară în raport cu obiecte sau fenomene care nu sunt prezente în câmpul nostru perceptiv.
Rolul reglator al reprezentărilor se manifestă sub două aspecte: în pregătirea mintală anticipată a acțiunilor și în coordonarea și corectarea traiectoriei de desfășurare a acestora.

## Structuri operatorii
Reprezentarea valorifică rezultatele analizei și sintezei perceptive, dar dezvoltă operații proprii cu ajutorul cărora realizează selecții, schematizări, restructurări și generalizări concret intuitive. Operațiile cele mai importante care apar la nivelul reprezentării sunt schematizarea și generalizarea concret intuitivă.
Prin intermediul schematizării se produce o selecție accentuată de însușiri concret intuitive semnificative, importante și caracteristice.
Prin intermediul generalizării concret intuitive informațiile obținute prin schematizare sunt extinse la un număr mai mare de obiecte sau chiar la o categorie.
Cele două operații prefigurează două dintre operațiile fundamentale ale gândirii. Astfel, schematizarea prefigurează abstractizarea, iar generalizarea concret intuitivă anticipează generalizarea de la nivelul gândirii..

## Produs
Toate procesele senzoriale se finalizează în plan subiectiv printr-o imagine. 
Imaginea mintală este o imagine care redă informații de tip concret intuitiv, ce aparțin experienței perceptive. 
Imaginea mintală este o imagine secundară, deoarece se produce în absența obiectului și în urma unei experiențe perceptive anterioare.
Imaginea mintală este săracă în conținut, deoarece sunt reținute și redate însușirile importante, caracteristice, relevante și nu cele de detaliu sau de fond. Această calitate a reprezentării constituie un avantaj în cunoaștere, întrucât se apropie de produsele gândirii, cum sunt conceptele empirice.
Imaginea mintală este panoramică, unitară, integrală, redând obiectul întreg, cu toate însușirile sale relevante și semnificative.
Imaginea mintală are o anumită autonomie, nefiind condiționată de prezența obiectului și putând fi declanșată din interior de o trebuință, un motiv, un interes, o emoție etc.
Imaginea mintală dispune de atributul vizualizării. În plan mintal se elaborează o imagine cu atribute vizuale, chiar dacă la origine informația nu a fost obținută pe canal vizual.
Imaginea mintală dispune de atributul verbalizării. Prin cuvânt se denumește obiectul reprezentării sau se poate declanșa o imagine mintală. Cuvântul are și un rol reglator, de coordonare a imaginilor mintale.